# Beloglottis mexicana
Beloglottis mexicana es una especie de orquídea de hábito terrestre originaria de Centroamérica.

## Distribución y hábitat
Se distribuye por México, Costa Rica, El Salvador, Honduras  y  Nicaragua donde es conocida en  por una sola colección (Heller 1128), se encuentra en nebliselvas, en el Volcán Mombacho de Granada en alturas de 1300 metros. La floración se produce en septiembre. Esta especie difiere de B. hameri por el labelo, el cual tiene la misma amplitud en la base y en el ápice, y de B. ecallosa (Ames & C.Schweinf.) Hamer & Garay, por el callo basal conspicuo.

## Descripción
Es una orquídea de hábito terrestre que alcanza hasta los 15 cm de alto, con hojas basales. Hojas ovado-elípticas, de 4–7 cm de largo y 1.5–2.5 cm de ancho; pecíolo de 2–3 cm de largo. Inflorescencia flexuosa, las flores verde-blanquecinas; sépalos pubescente-glandulares en el exterior, el dorsal 5 mm de largo y 1.5 mm de ancho, los laterales 6.5 mm de largo y 1.5 mm de ancho; los pétalos oblongos de 4 mm de largo y 1 mm de ancho, subagudos; el labelo ovado-elíptico, de 5 mm de largo y 2 mm de ancho, del mismo ancho en la porción apical que en la mitad, ápice ligeramente engrosado, en posición natural con los bordes laterales encorvados, con 2 aurículas basales conspicuas; columna muy corta.

## Taxonomía
Beloglottis mexicana fue descrita por Garay & Hamer y publicado en Las Orquídeas de El Salvador 3: 58–59. 1981
Etimología
Beloglottis: nombre genérico que proviene del griego belos que significa "dardo", y glotta, la "lengua", en referencia al formato de los labios de sus flores.
mexicana: epíteto geográfico que alude a su localización en México.